# استان سن آنتونیو
استان سن آنتونیو (به اسپانیایی: Provincia de San Antonio) یک استان در شیلی است که در منطقه والپارایزو واقع شده‌است.
استان سن آنتونیو ۱٬۵۱۱٫۶ کیلومترمربع مساحت و ۱۴۴٬۲۲۰ نفر جمعیت دارد.